# Масакр у Бијелом Потоку
Масакр у Бијелом Потоку представља убиство бошњачких цивила који су 1 јуна 1992. у Бијелом Потоку починили припадници Војске Републике Српске и паравојних формација. Око 675 мушкараца и дјечака из неколико села у зворничкој општини одвојено је од својих породица и потом убијено. Њихова тела су сахрањена у разним масовним гробницама широм Дрине.
До маја 2020. године посмртни остаци око 245 жртава нису пронађени.

## Масакр
Нападом српских паравојних формација и ЈНА на Зворник 8. априла 1992. године почиње етничко чишћење Бошњака у граду и околним селима. Бошњаци су у априлу и мају етнички очишћени из бројних села и засеока, међу којима су Хајдаревићи, Дардагани, Ђулићи, Бијели Поток, Кучић Кула, Клиса, Шетићи, Петковци, Лупе, Тршић, Радава, Липље, Челишмани, Махмутовићи, Сјенокос и Џине. Дана 31. маја 1992. године Нурија Јашаревић, предсједник МЗ Клиса и Алија Ђулић, предсједник МЗ Ђулићи, склапају договор са ВРС по којем ће Бошњаци у јутарњим сатима возилима прелазити на слободну територију Сапне. Сутрадан је дошло до масакра у којем су припадници ВРС-а убили већину мушкараца и дјечака од 15 до 80 година.
Највише жртава имало је насеље Ђулићи. Побијено је између 176 и 188 становника овог насеља.

## Масовне гробнице
Године 2003. откривена је масовна гробница на Црном Врху у којој су пронађени посмртни остаци 629 бошњачких жртава Зворника и масакра у Сребреници. Неки од посмртних остатака припадали су жртвама убијеним у Бијелом Потоку.